# Massafra
Massafra é uma comuna italiana da região da Puglia, província de Taranto, com cerca de 30.884 habitantes. Estende-se por uma área de 125 km², tendo uma densidade populacional de 247 hab/km². Faz fronteira com Crispiano, Martina Franca, Mottola, Palagiano, Statte, Taranto.

## Demografia
| Variação demográfica do município entre 1861 e 2011                               |
|                                                                                   |
| Fonte: Istituto Nazionale di Statistica (ISTAT) - Elaboração gráfica da Wikipedia |